# Фернандес, Эдгар (Боливия)
Эдгар Луис Фернандес (исп. Edgar Luis Fernández; родился 11 ноября 1971) — боливийский таксист, профсоюзный и политический деятель, с 2010 по 2015 год бывший членом Палаты депутатов от Санта-Крус.
Родившийся в Тоторе, Фернандес провел большую часть жизни в Санта-Крус-де-ла-Сьерра. Он поселился в городском районе «План 3000», где он начал свою трудовую деятельность в качестве водителя маршрутного такси. В 18 лет он вступил в местный синдикат водителей, постепенно поднимаясь по профсоюзной лестнице в 2000-х годах.
Будучи членом Движения к социализму с 2001 года, Фернандес активно работал над сближением профсоюзов своего сектора с партией, что привело к созданию прочного политического союза. После двух неудачных попыток баллотироваться на выборах в 2004 и 2005 годах Фернандес был избран представителем департамента Санта-Крус в Палате депутатов в 2009 году. Он не был выдвинут на переизбрание.

## Первые шаги

### Ранние годы и образование
Эдгар Фернандес родился 11 ноября 1971 года у Гумерсиндо Монтаньо и Хуаны Фернандес. Поскольку он не знал отца, то использует только фамилию матери. Хотя он родился в сельском городке Тоторе в провинции Карраско (Кочабамба), большую часть своей жизни он провёл в департаменте Санта-Крус, куда его в годовалом возрасте привезла мать. Они поселились в Санта-Крус-де-ла-Сьерра, одном из основных экономических центров страны со второй половины XX века. Там его мать работала в магазине, а Фернандес ещё в 9-летнем возрасте устроился на работу на фабрику по производству лапши. Одновременно он посещал городскую школу Сан-Мартин, где учился до средних классов, когда финансовые трудности вынудили его бросить учёбу.

### Профсоюзный активизм
В возрасте от 14 до 15 лет Фернандес отслужил обязательную военную службу. По возвращении домой он ненадолго вернулся работать на фабрике, прежде чем переехать в 1987 году в район «План 3000» города Санта-Крус. Муниципальный район был центром иммиграции в город представителей низших классов, в основном мигрантов из западных департаментов. Там Фернандес начал работать водителем такси, работая в ночные смены, поскольку на тот момент у него не было лицензии. На деньги, которые он накопил на работе на заводе, он смог купить собственный микроавтобус, который водил как маршрутное такси. Благодаря этому у него в конечном итоге появился собственный автобусный маршрут.
Фернандес стал членом профсоюзов городских водителей Санта-Круса в 18-лет, когда присоединился к Синдикату микроавтобусов и такси 24 сентября. Он начал свою карьеру в качестве руководителя одного из маршрутов такси «Плана 3000», затем два срока проработал секретарем трёх транспортных маршрутов в 2001—2002 годах, а затем избирался председателем профсоюза этих маршрутов четыре раза подряд с 2005 по 2008 год. За это время он также занимал должность секретаря своей организации по конфликтам с 2003 по 2005 год. Фернандес завершил свой карьерный рост в рядах отраслевых профсоюзов в 2006 году, когда он был избран президентом Блока городских водителей «Плана 3000», представляющего двадцать две организации транспортных работников и связанных с ними владельцев маршрутов.

## Палата депутатов

### Выборы
С момента образования округа преимущественно обездоленное население «Плана 3000» сделало его центром пролетарской оппозиции экономической элите Санта-Круса. В начале 2000-х годов этот факт использовался зарождающимся Движением за социализм (MAS-IPSP) для расширения поддержки партии в департаменте Санта-Крус. Фернандес, со своей стороны, присоединился к MAS в 2001 году, когда начал формировать политическое крыло, представляющее профсоюзы водителей.
Сближение этих двух групп – MAS и профсоюзы водителей – создало прочный политический альянс, чья сила в получении голосов впервые была подвергнута испытанию на муниципальном уровне в 2004 году и на региональном в 2005 году. В первый раз Фернандес боролся за место в муниципальном совете Санта-Крус, но безуспешно. Последующее выдвижение на место по партийному списку в Палате депутатов на всеобщих выборах следующего года также закончилось неудачей. В обоих случаях недостаточное присутствие MAS в Санта-Крусе помешало партии добиться значительного представительства в законодательных органах.
Несмотря на эти первоначальные неудачи, союз Фернандеса и профсоюза водителей с MAS укрепляся с 2005 года и закрепился на протяжении последующих избирательных циклов. В 2009 году национальная федерация водителей решила оказать полную поддержку партии, и этот пакт обеспечил сектору квоту кандидатур для своих представителей во всех девяти департаментах. В Санта-Крусе Фернандес снова был выдвинут на место в нижней палате, представляя Профсоюзную федерацию водителей 16 ноября, состоящую из 56 профсоюзов. В отличие от предыдущих попыток, Фернандес вышел победителем благодаря постоянно улучшающимся показателям MAS в департаменте Санта-Крус, достигнутым за счёт консолидации многогранной базы поддержки, состоящей из неимущих горожан, переселенцев с запада и коренных народов равнин.

### Работа в парламенте
Фернандес провел весь свой парламентский срок, заседая в Комиссии нижней палаты по управлению, обороне и вооружённым силам. Из пяти лет своего пребывания в должности четыре года он был председателем комитета управления и полиции Боливии, за исключением 2012 года, когда он некоторое время проработал в комитете по борьбе с незаконным оборотом наркотиков. В области законодательства Фернандес участвовал в составлении нескольких законопроектов, касающихся общественной безопасности, а охватывающих потребности транспортного сектора – в первую очередь Общего закона о транспорте, принятый в 2011 году.
Хотя Фернандес не был выдвинут на переизбрание в конце своего срока, сектор, который он представлял, сохранил тесные связи с MAS, а также свои позиции в парламенте. Покинув свой пост, Фернандес удалился в Санта-Крус, где продолжал руководить профсоюзами городских водителей «Плана 3000» до начала 2020-х годов.